# 잎채소

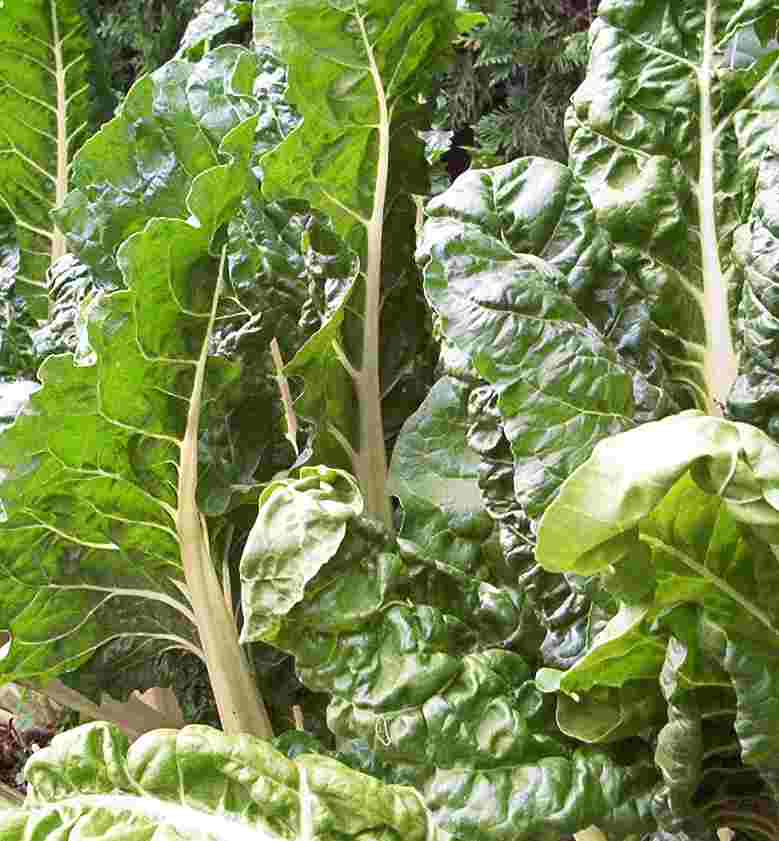
근대

잎채소(-菜蔬)는 식물의 부위 가운데 잎을 먹는 채소이다.

## 잎채소 목록
- 배추
- 양배추
- 상추
- 시금치
- 근대
- 겨자
- 아욱
- 쑥갓
- 갓
- 케일
- 고수

## 같이 보기
- 보건식